# A Fidzsi-szigetek az 1988. évi téli olimpiai játékokon
A Fidzsi-szigetek a kanadai Calgaryban megrendezett 1988. évi téli olimpiai játékok egyik részt vevő nemzete volt. Az országot az olimpián 1 sportágban (a sífutásban) 1 sportoló képviselte, aki érmet nem szerzett. A Fidzsi-szigetek először vett részt a téli olimpiai játékokon.

## Sífutás
Férfi
| Versenyző        | Versenyszám | Eredmény  | Helyezés |
| ---------------- | ----------- | --------- | -------- |
| Rusiate Rogoyawa | 15 km       | 1:01:26,3 | 83.      |